# 520-ті
Раннє Середньовіччя. У Східній Римській імперії правили Юстин I та Юстиніан I. Наймогутнішими державами в Європі були Остготське королівство на Апеннінському півострові та Франкське королівство, розділене на частини між синами Хлодвіга. Західну Галлію займає Бургундське королівство.
Іберію та частину Галлії — Вестготське королівство, Північну Африку — Африканське королівство вандалів та аланів, у Тисо-Дунайській низовині лежить Королівство гепідів. В Англії розпочався період гептархії.
У Китаї період Північних та Південних династій. На півдні править династія Лян, на півночі — Північна Вей. В Індії правління імперії Гуптів. В Японії триває період Ямато. У Персії править династія Сассанідів.
На території лісостепової України в VI столітті виділяють пеньківську й празьку археологічні культури. VI століття стало початком швидкого розселення слов'ян. У Північному Причорномор'ї співіснують різні кочові племена, зокрема гуни, сармати, булгари, алани.

## Події
- 527 — імператором Східної Римської імперії стає Юстиніан I, змінивши Юстина I.
- Імператор Юстиніан I розпочав роботу над упорядкуванням кодексу римських законів, що дістане назву юстиніанського.
- Візантія та Персія вели війну у Вірменії та Месопотамії, без вирішальних успіхів з обох сторін.
- Франки здійснили напад на Бургундське королівство. Загинув один із синів Хлодвіга Хлодомир, його землі розділили між собою брати.
- Помер віцекороль Італії Теодоріх Великий.
- Ефталіти були розбиті в центральній Індії, після чого розпочалася їхня асиміляція.
- Буддизм став офіційною релігією корейських держав Сулла та Пекче.